# Пандо Коцев
Пандо Коцев Витански е български революционер, струмишки селски войвода на Вътрешната македонска революционна организация.

## Биография
Коцев е роден в 1896 година в Куклиш, в Османската империя, днес Северна Македония. Завършва основно образование. Става куриер и селски войвода на организацията. От 1921 година е в четата на Георги Въндев. Пандо Коцев загива на 7 ноември 1924 година в сражение със сръбските потери в местността Арамийска чука в планината Огражден, Струмишко.